# Dokka Umarov
Doku Khamatovič Umarov, anche noto col suo nome islamico Dokka Abu Usman, detto Dokka (in ceceno: Iумар КIант Доккa, in russo Доку Хаматович Умаров?; Kharsenoi, 13 aprile 1964 – 7 settembre 2013), è stato un politico e militare russo di etnia cecena.
Era uno dei principali comandanti dei ribelli in Cecenia, nonché fondatore dell'Emirato del Caucaso, del quale fu emiro dalla sua fondazione (31 ottobre 2007) fino alla sua morte.

## Biografia
Umarov nacque da Khamad Umarov, membro del teip Malkoj (stesso clan di cui fecero parte il signore della guerra Arbi Baraev e l'ex ministro degli esteri ceceno Il'jas Akhmadov), nel villaggio di Kharsenoi, nel distretto di Šatojskij, nella Cecenia meridionale. Si laureò con un alto punteggio all'Oil Institute di Groznyj alla facoltà di costruzione come ingegnere edile.
Dal 2006 al 2007 fu presidente della Repubblica Cecena di Ichkeria, attraverso il suo movimento di lotta armata. In seguito fondò l'Emirato del Caucaso nel Caucaso settentrionale, uno Stato islamico non riconosciuto. Era ricercato in Russia per i reati di sequestro di persona, omicidio e tradimento. Fu uno dei maggiori leader attivi nella lotta armata in Russia, e rivendicò sia l'attentato del 2010 alla metropolitana di Mosca che quello all'aeroporto di Mosca del 2011.
Il 1º agosto 2010 Umarov ridesignò la sua posizione, incaricando Aslambek Vadalov come nuovo emiro dell'Emirato del Caucaso, per poi "annullare" con un annuncio alcuni giorni dopo la precedente dichiarazione per riaffermare il proprio ruolo. Secondo quanto riportato nel 2014 dal Kavkaz Center, l'organo di propaganda dell'emirato, Umarov sarebbe stato avvelenato il 6 agosto 2013 e sarebbe morto per tale motivo il 7 settembre 2013.